# Ventana lanceolada

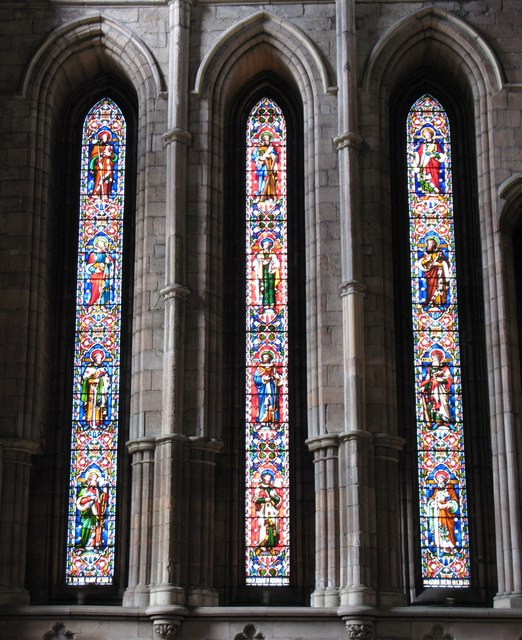
Ventanas lanceoladas en la Abadía de Hexham, Reino Unido

Una ventana lanceolada es un tipo de ventana alta y estrecha, rematada con un arco apuntado en la parte superior. Recibe el calificativo de lanceolada por su parecido con la punta de una lanza. Se trata de un elemento arquitectónico típico de las iglesias góticas más antiguas. Pueden estar situadas individualmente, o emparejadas bajo una sola moldura, o agrupadas en un número impar, con la ventana más alta en el centro.
Estas ventanas aparecieron por primera vez a principios del período del gótico francés (c. 1140-1200), y posteriormente en el gótico inglés (1200-1275). Fueron tan comunes, que esta época a veces se conoce como el "Período del lanceolado".
El término ventana lanceolada se aplica específicamente a las ventanas de forma austera, sin tracería. Las ventanas emparejadas a veces estaban coronadas por una abertura simple, como un cuadrilóbulo en tracería. Esta forma dio paso a las ventanas de tracería con varios vanos y mucho más ornamentadas.

## Ejemplos

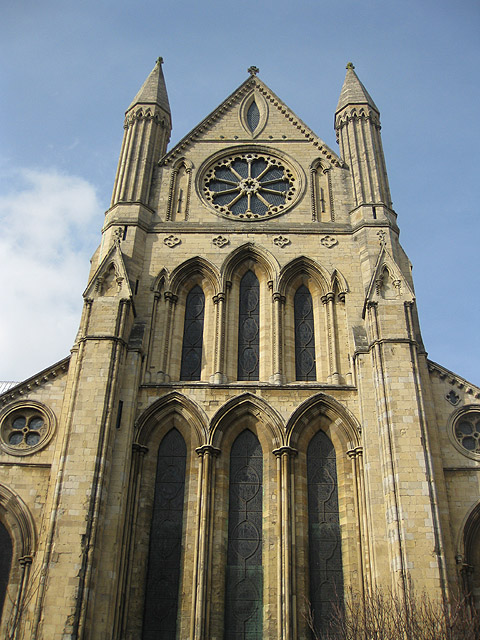
Ventanas lanceoladas del gótico inglés temprano. Crucero sur de Beverley Minster, East Riding de Yorkshire, Inglaterra
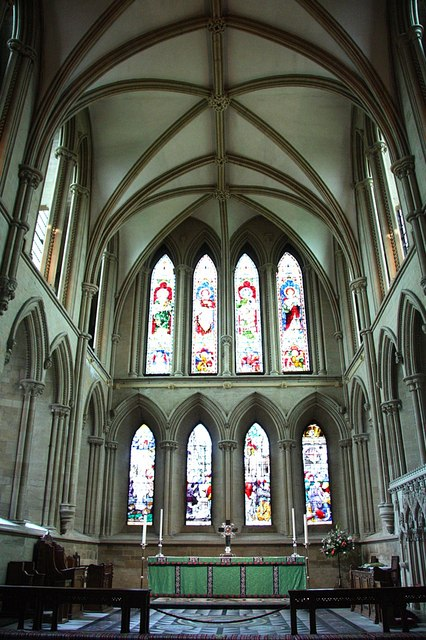
Ventanas lanceoladas del gótico inglés temprano, construidas en 1234. East End de Southwell Minster, Nottinghamshire, Inglaterra
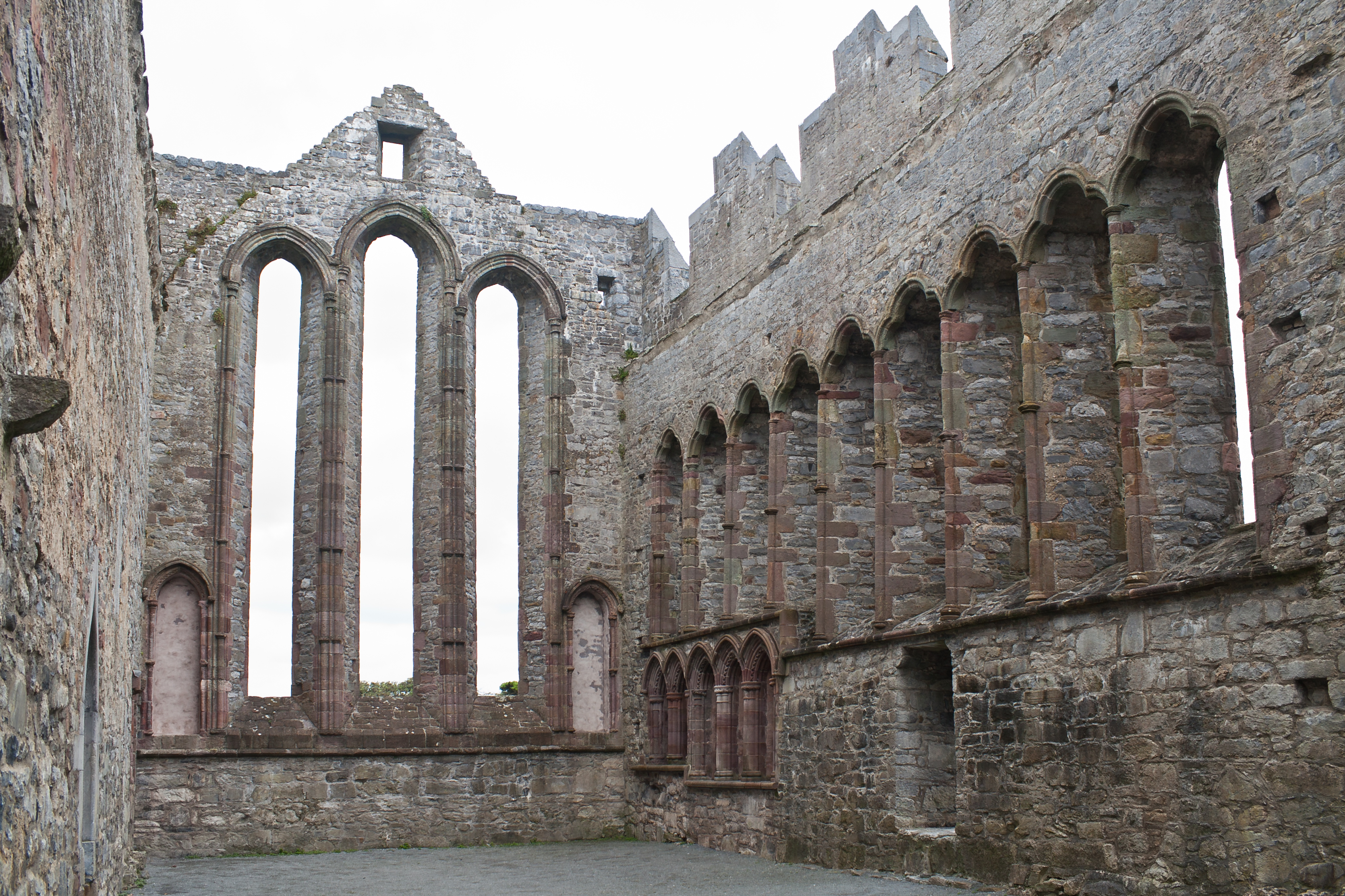
Antigua ventana y una serie de nueve ventanas lanceoladas en la pared sur del coro, en las ruinas de la Catedral de Ardfert, Condado de Kerry, Irlanda
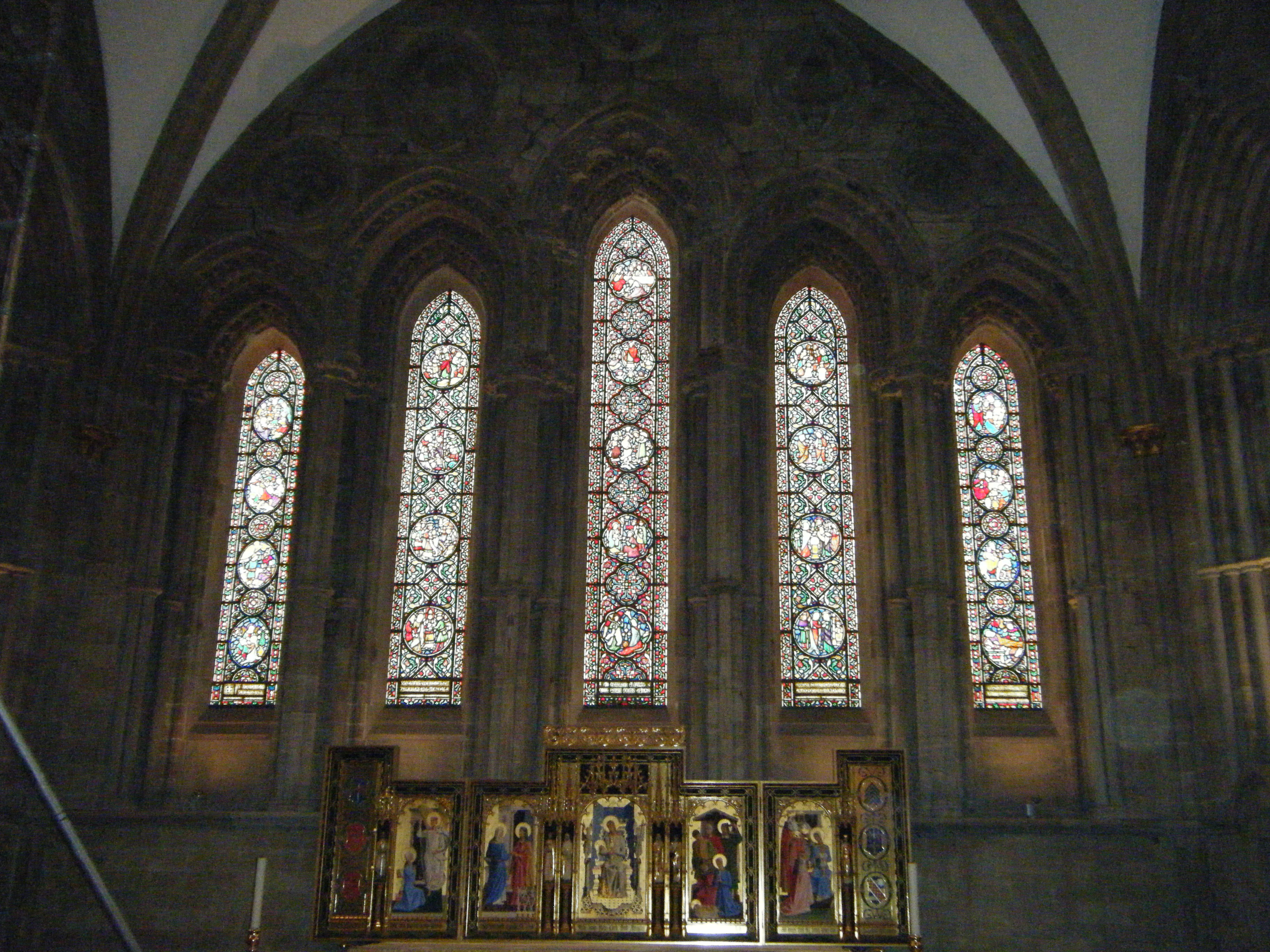
Ventanas lanceoladas en la Capilla de la Dama de la Catedral de Hereford, Herefordshire, Inglaterra
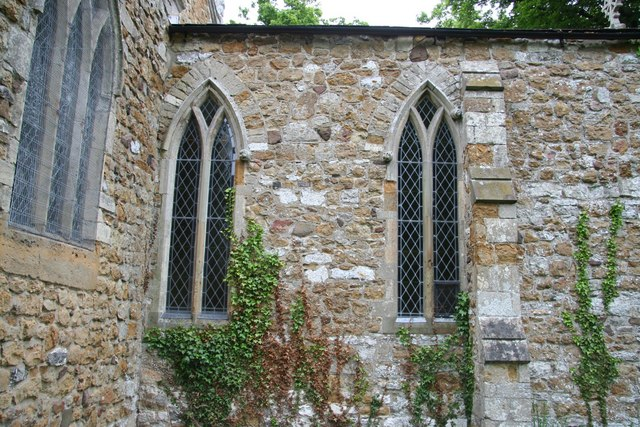
Finales del siglo XIII; tracería en ventanas lanceoladas del presbiterio de la iglesia de St Helen, Barnoldby le Beck, Lincolnshire, Inglaterra
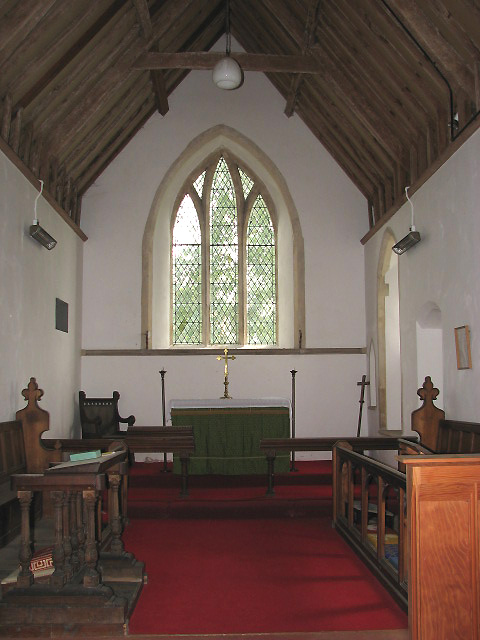
Ventana lanceolada triple, c. 1300, en la iglesia de San Andrés, Attlebridge, Norfolk, Inglaterra
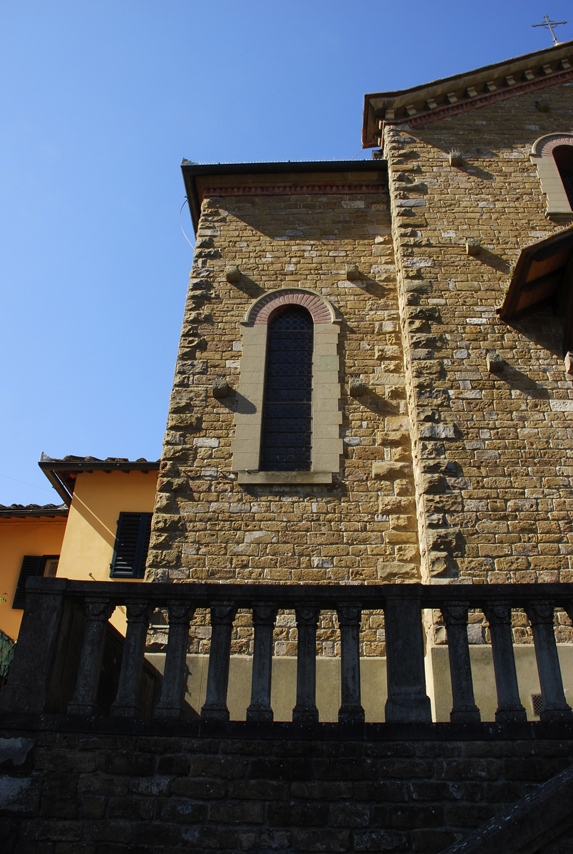
Pasillo izquierdo con ventana lanceolada única en la iglesia medieval de Santa Lucía en Galluzzo, Florencia, Italia.
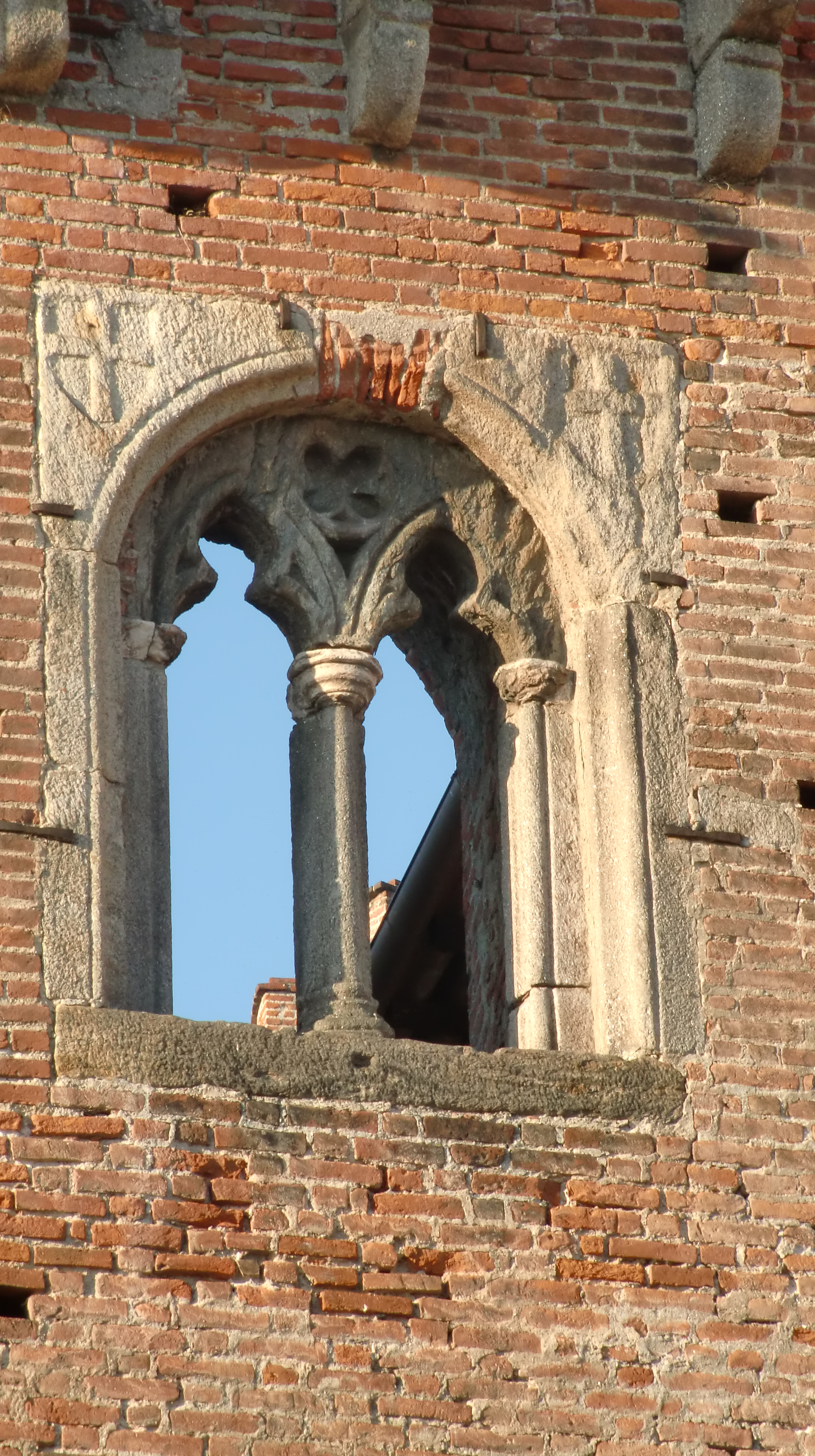
Una ventana lanceolada doble en el castillo del siglo XIV en Ivrea en la región de Piamonte en Italia